# Turquetil de Harcourt
No confundir con Turquetil de Neufmarché
Turquetil de Harcourt (Latín: Turchetillus, c. 951-1024) también Turchetil y Thorketil, fue un noble normando, hijo del vikingo Torf (un barón de Hrolf Ganger) y Ertemberge de Briquebec, una hija de Anslech de Bricquebec. Señor de Tourville, Turqueville, Turqueray, propietario de las tierras y primer referente de la casa de Harcourt. 
El cronista Guillermo de Jumièges en ocasiones mencionaba a los nobles normandos por su nombre sin indicar el lugar de procedencia. En particular algunas citas sobre Turquetil de Harcourt eran confundidas por los historiadores con Turquetil de Neufmarché. Turquetil de Harcourt fue quien firmó la donación hecha a la Abadía de la Trinidad de Fécamp por el duque Ricardo II de Normandía hacia el año 1002. 
Según Guillermo de Jumièges, Rodolfo de Ivry tuvo que sofocar revueltas de campesinos y nobleza normanda en 996. A los primeros no tuvo contemplaciones de cortar manos y pies y Guillermo de Eu fue encarcelado bajo la custodia de Turquetil de Harcourt. Posteriormente Guillermo fue perdonado por Ricardo II.

## Herencia
De su matrimonio con Adeline de Montfort, una hija del barón Bernard Toussaint de Montefort, tuvo varios hijos:
- Anquetil de Harcourt (Ansketil), señor de Harcourt;
- Lesceline (fallecida en 1058),[1] condesa de Eu, beata, fundadora de la abadía de Saint-Pierre-sur-Dives. Fue esposa de Guillermo de Eu, hijo ilegítimo de Ricardo I de Normandía;[6]
- Gauthier [Walter] Turchetil (c. 972), señor de Tourville;
- Geoffroy d'Harcourt;
- Hasculf [Asculph] d'Harcourt.[7]